# Ratusz w Złocieńcu
Ratusz w Złocieńcu – ratusz w Złocieńcu przy Starym Rynku. Został zbudowany latach 1833–1863. Obecnie jet siedzibą urzędu miejskiego.
Został wybudowany na planie prostokąta, posiada dwie kondygnacje. Posiada dach czterospadowy z proporcjonalnie rozmieszczonymi facjatami. Kondygnacje podzielone są gzymsami. Wschodnia elewacja posiada boniowane naroża i płytki, środkowy ryzalit, z wejściem na środku, do którego prowadzą trzybiegowe schody. Ryzalit zakończony jest półkolistą wystawką zamkniętą po bokach lizenami z herbem Złocieńca na środku. Na fasadzie północno-zachodniej mieści się dobudówka z półkolistym dachem.